# Odin (observatorio espacial)
Odin es un observatorio espacial sueco estabilizado en los tres ejes, construido por la Swedish Space Corporation y dedicado tanto a la observación astrofísica como al estudio de la atmósfera terrestre. Para ello utiliza un telescopio de tipo gregoriano de 1,1 metros de diámetro (fabricado por Saab) que alimenta dos instrumentos: un radiómetro y un espectrómetro óptico. El radiómetro se utiliza para observar en la banda milimétrica, a tres bandas de frecuencia: 118,25-119,25, 486,1-503,9 y 541,0-580,4 GHz, con una resolución en las observaciones de entre 0,1 y 1 MHz. El espectrómetro cubre tres bandas visibles e infrarrojas entre los 280 y los 800  nm y una banda infrarroja a 1270 nm.
Se diseñó para observar algunos gases de interés astrofísico presentes en nubes moleculares, como ioduro de carbono, vapor de agua, sulfuro de hidrógeno y amoníaco, entre otros. Puede realizar observaciones de hasta 60 minutos seguidos de objetos concretos.
Para la observación atmosférica se dedica a observar monóxido de cloro, óxido nitroso, dióxido de nitrógeno, peróxido de hidrógeno, ácido nítrico y otros, estudiando entre otros campos el mecanismo de destrucción de la capa de ozono. Odin estudia la atmósfera observando el limbo terrestre, explorándola en un rango de alturas de entre 15 y 120 km y haciendo unas 40 exploraciones por órbita.
Odin fue lanzado el 20 de febrero de 2001 desde Svobodni, mediante un cohete Start-1 ruso. Fue diseñado para una vida útil de dos años, pero su vida operativa continúa. Es el quinto satélite sueco dedicado a la investigación científica.